# Neko nas posmatra
Neko nas posmatra sedmi je studijski album srpske rock skupine Ekatarina Velika objavljen 1993. godine.
Pjesme ovoga albuma izražavale su pozitivnije i optimističnije stavove u usporedbi s prethodnima. Riječ je o jedinomu albumu s obradom pjesme Istina mašina grupe Time, homage jugoslavenskomu glazbeniku Dadi Topiću.
Album je producirao Milan Mladenović. Gosti su bili Srđan Žika Todorović i Tanja Jovićević kao prateći vokali.
Autor tekstova jest Milan Mladenović osim za Istina mašina gdje je stihove pisao Dado Topić. Glazbu je također napisao Mladenović osim za Neko nas posmatra i Bežimo u mrak čiju je glazbu napisao s Margitom Štefanović te Istina mašina gdje je i glazbu napisao Dado Topić te Hej mama od Dragiše Uskokovića, Marka Milivojević i Mladena Mladenovića.

## Popis pjesama
Pjesme na albumu jesu:
| 1.    | »Neko nas posmatra«                        | 4:48 |
| 2.    | »Istina mašina«                            | 4:21 |
| 3.    | »Ne«                                       | 3:46 |
| 4.    | »Zajedno«                                  | 3:50 |
| 5.    | »Anestezija«                               | 3:48 |
| 6.    | »Just Let Me Play Some Modern R'n'R Music« | 3:18 |
| 7.    | »Hej mama«                                 | 4:15 |
| 8.    | »Bežimo u mrak«                            | 3:23 |
| 9.    | »Jadransko more«                           | 4:10 |
| 10.   | »Ponos«                                    | 4:27 |
| 25:09 |                                            |      |